# Potrkanje
Potrkanje (en serbe cyrillique : Потркање) est un village de Serbie situé dans la municipalité de Knjaževac, district de Zaječar. Au recensement de 2011, il comptait 71 habitants.

## Démographie
| 1948 | 1953 | 1961 | 1971 | 1981 | 1991 | 2002 | 2011 |
| ---- | ---- | ---- | ---- | ---- | ---- | ---- | ---- |
| 304  | 293  | 284  | 209  | 184  | 108  | 83   | 71   |

|  |